# Jarosław Szalpuk
Jarosław Szalpuk (ur. 3 czerwca 1967) – polski siatkarz, mistrz i reprezentant Polski, medalista Letniej Uniwersjady (1993).

## Życiorys
Był zawodnikiem AZS Olsztyn, w 1986 został zawodnikiem II-ligowej drużyny GKS Jastrzębie (od 1989 Jastrzębie Borynia). Z jastrzębskim klubem wywalczył w 1989 awans do I ligi, a w 1991 zdobył z nim brązowy medal mistrzostw Polski. W latach 1991–1994 występował w AZS Olsztyn. Z olsztyńskim zespołem zdobył mistrzostwo Polski i Puchar Polski w 1992 oraz wicemistrzostwo Polski w 1993. W sezonie 1993/1994 jego drużyna spadła do serii B I ligi. od 1994 reprezentował barwy Legii Warszawa. W 1995 wywalczył z nią awans do serii A I ligi oraz Puchar Polski, w 1996 wicemistrzostwo Polski. W warszawskim klubie grał do 1999.
Z reprezentacją Polski juniorów zajął 8. miejsce na mistrzostwach Europy w 1986. W reprezentacji Polski seniorów wystąpił w 11 spotkaniach towarzyskich w 1987. Z akademicką reprezentacją Polski wywalczył srebrny medal na Letniej Uniwersjadzie w Bufallo (1993).
Jego synem jest siatkarz, Artur Szalpuk